# Bady Minck
Bady Minck, pseudoniem van Madeleine (Mady) Binck, (Ettelbruck 1956) is een Luxemburgs filmregisseur, -producent en kunstenaar. Ze woont en werkt afwisselend in Luxemburg en Wenen.

## Leven en werk
Als tiener maakte Mady Binck stop-motionwerk met een Super 8-camera. In 1976 behaalde ze haar diploma aan de afdeling schone en decoratieve kunsten van de École des Arts et Métiers in Luxemburg-Stad. Toen ze thuis vertelde dat ze haar vervolgstudie in Wenen wilde doen, wilde haar vader dat niet financieren, omdat Oostenrijkse soldaten hadden meegewerkt aan de bezetting van Luxemburg tijdens de Tweede Wereldoorlog. Ze vertrok toch en studeerde beeldhouwkunst aan de Akademie der Bildende Künste, als leerling van Bruno Gironcoli. Na drie jaar stapte ze over naar de Weense Hochschule für angewandte Kunst, waar ze leerde schilderen bij Maria Lassnig en de ruimte kreeg om te experimenteren in een nieuwe studio voor animatiefilms.
Na haar studie maakte Binck, die zich Bady Minck ging noemen, illustraties voor reclame en tijdschriften. Ze ging zich daarnaast steeds meer op film richten. Ze beschouwt film als een samensmelting van alle kunsten: "Le cinéma est, selon moi, un amalgame de tous les arts. Il réunit les images, le rythme, le mouvement, l’architecture, la dramaturgie, le jeu des acteurs, les costumes, les couleurs, la lumière, les VFX, mais aussi le son, la musique et la parole. C’est cette combinaison que je trouve la plus intéressante." In 1979 toonde ze haar experimentele film Blut in der Spur op het festival voor korte films van Oberhausen. Sindsdien was haar werk te zien op internationale filmfestivals in onder andere Berlijn, Cannes, Locarno en Rotterdam. Het door haar geschreven en geregisseerde MappaMundi (2017) ging in première op het Sundance Film Festival, werd gevraagd voor het Filmfestival van Cannes en draaide op meer dan 100 festivals.
Minck ontving diverse nominaties en prijzen voor haar werk. Het Centre Pompidou kocht in 1988 haar film over architect Adolf Loos, Der Mensch mit den modernen Nerven, voor de avant-garde-collectie van het museum. Een ander project van Minck was haar website Elektro-frühstück, die ze maakte als protest tegen de toetreding van de FPÖ tot de regering van Oostenrijk. De jury van de ironische Austrian Web Resistence Award noemde haar site slim, artistiek en humoristisch.
Minck richtte in 1995 met Alexander Dumreicher-Ivanceanu het productiebedrijf Amour Fou Luxembourg op, later volgden vestigingen in Oostenrijk (2001) en Duitsland (2023). Als producent was ze onder meer betrokken bij de films Hannah Arendt (2012), Egon Schiele: Tod und Mädchen (2016), Styx (2018), Der Passfälscher (2022), Ingeborg Bachmann – Journey into the Desert (2023) en Jakobs Ross (2024). In 2017 ontving ze een Romy in de categorie Beste producent van een bioscoopfilm voor de film over Egon Schiele. Minck wordt geregeld gevraagd als jurylid, onder meer voor het Holland Animation Film Festival (2004),  in de categorie Orizzonti op het Filmfestival van Venetië (2009) en bij het Best Austrian Animation Festival (2023). 

## Filmografie
- 2017 – MappaMundi, 45 min. Première: Sundance Film Festival, 2017[16]
- 2008 – Schein Sein (Seems To Be), 8 min. Première: Internationaal filmfestival van Berlijn, 2008
- 2007 – Free Radicals, 90 min, met Bernhard Zachhuber. Première: Biënnale van Venetië, 2007
- 2007 – Das Sein und das Nichts (Being and Nothingness), 10 min. Première: Biënnale van Venetië, 2007
- 2006 – Roll over Mozart, 1 min. Première: International Film Festival Rotterdam, 2006
- 2005 – La Belle est la Bête, 3 min, Première: International Film Festival Rotterdam, 2005
- 2003 – Im Anfang war der Blick (In the Beginning was the Eye), 45 min, Première: Filmfestival van Cannes, 2003
- 1996 – Mécanomagie, 16 min, Première: International Film Festival Rotterdam, 1997
- 1995 – Attwengers Luft (The Air by Attwenger), 3 min. Première: Internationaal filmfestival van Locarno, 1996
- 1988 – Der Mensch mit den modernen Nerven (The Man with modern Nerves), 8 min, met Stefan Stratil. Première: Filmfestival van Cannes, 1989
- 1979 – Blut in der Spur, 3 min, met Angela Summereder. Première: International Short Film Festival Oberhausen, 1979

## Galerij

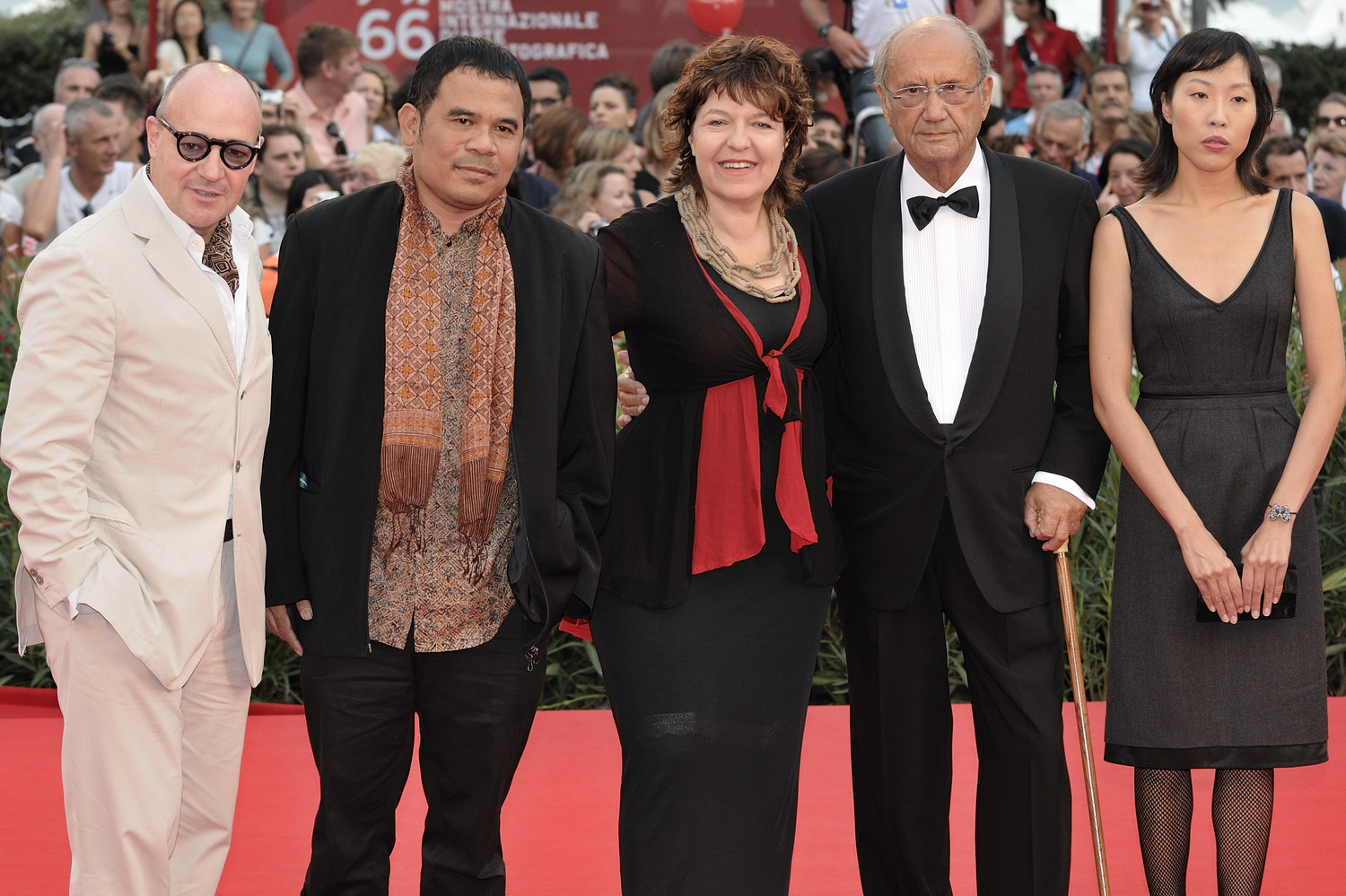
Op de rode loper bij het filmfestival van Venetië (2009), v.l.n.r. Gianfranco Rosi, Garin Nugroho, Bady Minck, Pere Portabella en Gina Kim
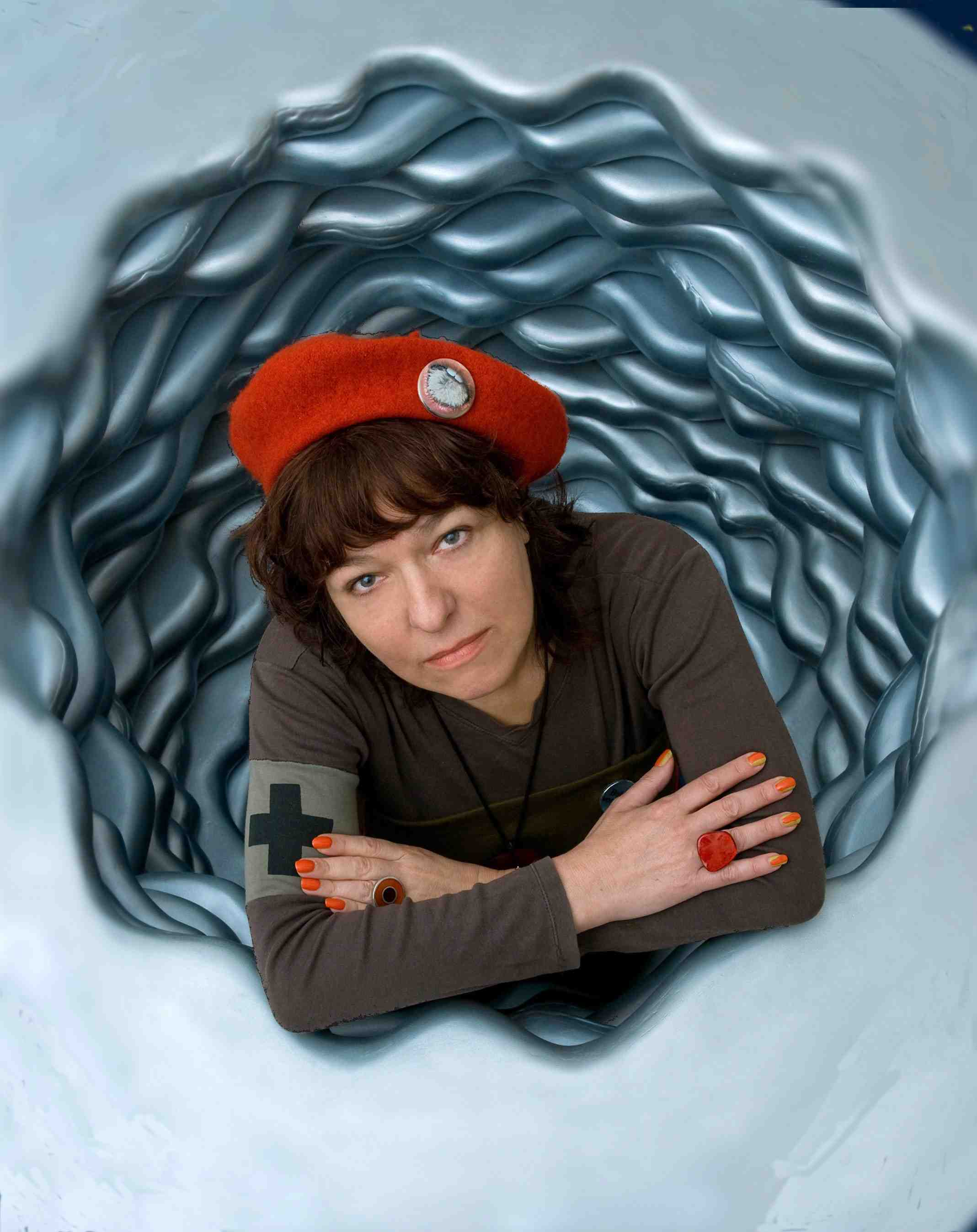
In het ruimteschip van MappaMundi
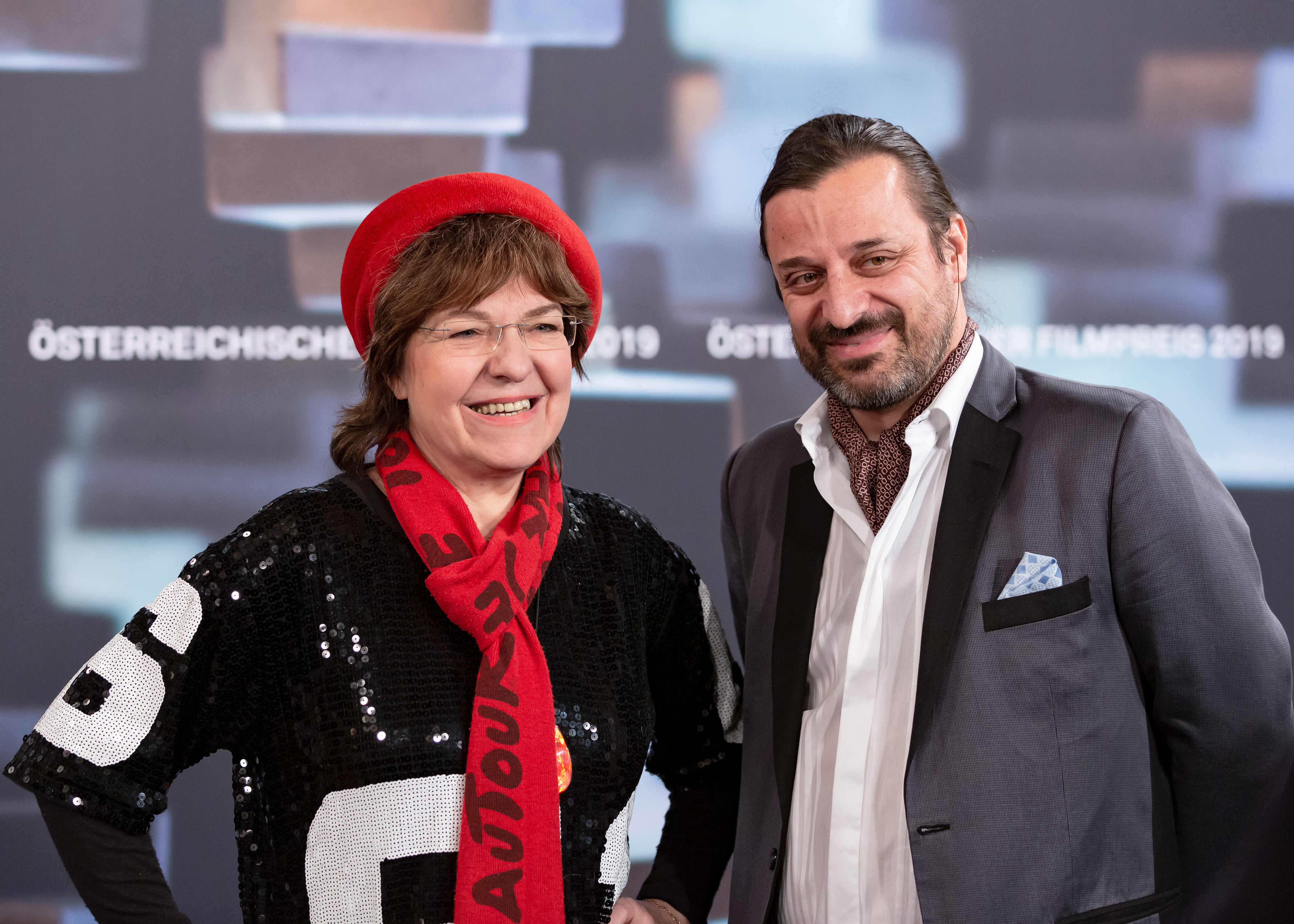
Met Alexander Dumreicher-Ivanceanu (2019)